# Asaphomyces
Asaphomyces — рід грибів родини Laboulbeniaceae. Назва вперше опублікована 1931 року.

## Класифікація
До роду Asaphomyces відносять 4 види:
- Asaphomyces agathidii
- Asaphomyces cholevae
- Asaphomyces gillerforsii
- Asaphomyces tubanticus